# Investitionsmaßnahmegesetz
Als Investitionsmaßnahmegesetz wurden in den 1990er Jahren in Deutschland mehrere Gesetze bezeichnet, mit denen mehrere Abschnitte der Verkehrsprojekte Deutsche Einheit (VDE) unmittelbar per Gesetz beschlossen werden sollten.
Der Gesetzgeber trat dabei an die Stelle der Planfeststellungsbehörde und war verpflichtet, an ihrer Stelle öffentliche und private Belange gegeneinander abzuwägen. Ein Planfeststellungsverfahren mit breiter öffentlicher Beteiligung und zahlreichen Einwendungsmöglichkeiten wurde damit umgangen.
Die Investitionsmaßnahmegesetze sollten dort zum Einsatz kommen, wo der Beschleunigungseffekt des Verkehrswegeplanungsbeschleunigungsgesetzes nicht ausreichen würde. Diese Ausnahmesituation musste in jedem Investitionsmaßnahmegesetz dargestellt werden. Die Bundesregierung beschloss, die Südumfahrung von Stendal im Zuge der Eisenbahn-Schnellfahrstrecke Hannover–Berlin, den Abschnitt Könnern–Löbejün der Bundesautobahn 14 sowie den Abschnitt Wismar West – Wismar Ost der Bundesautobahn 20 damit zu planen.

## Südumfahrung Stendal
Die Südumfahrung von Stendal bildete den 13,33 km langen Planfeststellungsabschnitt 4.3 der Neubaustrecke Oebisfelde–Berlin.
Per Kabinettsbeschluss vom 15. Juli 1992 wurde das Gesetzgebungsverfahren eingeleitet.
Die Ende August 1992 an die 662 Bundestagsabgeordneten verteilte Gesetzesvorlage Entwurf für ein Investitionsmaßnahmegesetz umfasste 750 Seiten und war mehr als drei Kilogramm schwer.
Die erste Lesung fand Ende Oktober 1992 statt.
Im Sommer 1993 verabschiedete der Deutsche Bundestag das Gesetz mit der Koalitionsmehrheit. Das Gesetz über den Bau der Südumfahrung Stendal wurde, nach Zustimmung des Bundesrates vom 9. Juli 1993, verabschiedet. Es umfasst sechs Paragraphen und drei Anlagebände mit vielen hundert Seiten Planunterlagen. Das Gesetz wurde am 30. November 1993 verkündet und trat am 1. Dezember 1993 in Kraft. Der erste Spatenstich wurde am gleichen Tag vorgenommen.

### Kritik
Dass der Deutsche Bundestag an Stelle der öffentlichen Verwaltung die anlagenbezogene Fachplanung hinsichtlich eines einzelnen Vorhabens gesetzlich regelte, war umstritten. Eine sog. Legalplanung sei als Eingriff in den Zuständigkeitsbereich der Verwaltung für die Planfeststellung gem. § 18 AEG unzulässig. Es handele sich um ein unzulässiges Einzelfallgesetz.
Die dagegen votierende Opposition hielt die Ausschaltung rechtsstaatlicher Beteiligungsmöglichkeiten für nicht hinnehmbar.
Manfred Carstens, Parlamentarischer Staatssekretär im Bundesverkehrsministerium, rechnete bei einer gesetzlichen Regelung gegenüber einem Planfeststellungsverfahren mit einem Zeitgewinn von etwa anderthalb Jahren.
Im Gesetzgebungsverfahren wurde im September 1992 der Versand der entsprechenden Bundesrats-Drucksache (513/92) gestoppt, nachdem in dem damit übermittelten Gesetzesentwurf persönliche Daten von Bürgern enthalten waren, darunter ein Grunderwerbsverzeichnis. Auch Namen und Adressen der Einwender waren mit veröffentlicht worden.

## Entscheidung des Bundesverfassungsgerichts
Gegen das Gesetz wurden mehrere Verfassungsklagen eingereicht. Bereits bei der Verabschiedung im Bundesrat hatte der Vertreter Hessens, Joschka Fischer, angekündigt, das Gesetz vor dem Bundesverfassungsgericht zu stoppen. Am 17. Juli 1996 stellte dessen zweiter Senat unter Jutta Limbach fest, das Gesetz sei mit dem Grundgesetz vereinbar, der zulässige Normenkontrollantrag des Landes Hessen unbegründet. Dem Grundgesetz, insbesondere Art. 19 Abs. 1 Satz 1 GG könne nicht entnommen werden, dass es von einem Gesetzesbegriff ausgehe, der ausnahmslos generelle Regelungen zulasse. Mit der Regelung eines einzelnen Falls wie hier der Planung eines einzelnen Vorhabens greife der Gesetzgeber mithin nicht notwendig in die Funktion ein, die die Verfassung der vollziehenden Gewalt oder der Rechtsprechung vorbehalten habe. Eine Kommunalverfassungsbeschwerde der Stadt Stendal wurde nicht zur Entscheidung angenommen (Aktenzeichen 2 BvR 38/94).
Die Beratung im Parlament dauerte letztlich beinahe so lange wie die Planfeststellung der benachbarten Abschnitte. Auch PGS-Geschäftsführer Helmut Weber sah unter dem Strich aufgrund umfangreicher Abstimmungsphasen vor Ort und dem Aufwand des Gesetzgebungsverfahrens kaum zeitliche Vorteile gegenüber den Möglichkeiten des Verkehrswegeplanungsbeschleunigungsgesetzes.

## Weitere Investitionsmaßnahmegesetze
Anfang Juni 1991 betonte der damalige Bundesverkehrsminister Günther Krause, der Gesetzgeber müsse über jedes einzelne VDE-Projekt per Investitionsmaßnahmegesetz beschließen, um einen schnellen Baubeginn zu ermöglichen. Zeitweilig waren für alle VDE-Projekte Investitionsmaßnahmegesetze geplant. Die ersten dieser Gesetze sollten zur Jahreswende 1991/1992 auf den Weg gebracht werden.
Anfang Juli 1991 kündigte das Bundesverkehrsministerium an, nicht für jedes einzelne Vorhaben ein Investitionsmaßnahmegesetz zu erlassen, sondern für einzelne Abschnitte der Projekte. Im Oktober 1991 sollten die ersten beiden Gesetze der Bundesregierung vorgelegt werden. Während die Südumfahrung Stendals der Schnellfahrstrecke Hannover–Berlin dabei feststand, standen bei den Straßenverkehrsprojekten drei zur Auswahl: die Umgehung Halles, die Umgehung Weimars oder der Autobahnabschnitt Halle–Magdeburg. Ende August 1991 war letzteres Projekt ausgewählt worden.
Bundesverkehrsminister Krause legte dem Kabinett Ende August 1991 ein Grundgerüst vor, auf dessen Basis zunächst das Gesetz für die Südumfahrung Stendal entwickelt werden solle. Im gleichen Jahr soll das Maßnahmegesetz für die Autobahn Halle–Magdeburg folgen. Während das Bundesverkehrsministerium an den Planungen per Investitionsmaßnahmegesetz festhielt, habe sich laut einem Medienbericht abgezeichnet, dass die Bundesregierung wegen großer ökologischer und rechtlicher Bedenken zunächst vorgesehene Maßnahmegesetze fallen lassen wolle.
Mitte 1993, nach dem Beschluss der Südumfahrung von Stendal, waren zwei weitere Gesetze (A 14, A 20) in der parlamentarischen Beratung von Bundestag und Bundesrat.
Mitte Dezember 1993 beschloss der Deutsche Bundestag die Umfahrung von Wismar durch die Bundesautobahn 20 ebenfalls durch ein Investitionsmaßnahmegesetz. Dadurch sollte die Planungszeit um anderthalb Jahre verkürzt werden.
Der Bund verzichtete zunächst auf weitere Investitionsmaßnahmegesetze.
Mit dem am 1. April 2020 in Kraft getretenen Maßnahmengesetzvorbereitungsgesetz (BGBl. I S. 640) wurde eine Reihe von Maßnahmegesetzen für Verkehrsprojekte vorbereitet. Es wurde zum 29. Dezember 2023 aufgehoben. Es wurden keine Maßnahmengesetze auf Grundlage des Gesetzes beschlossen.